# Clima continental

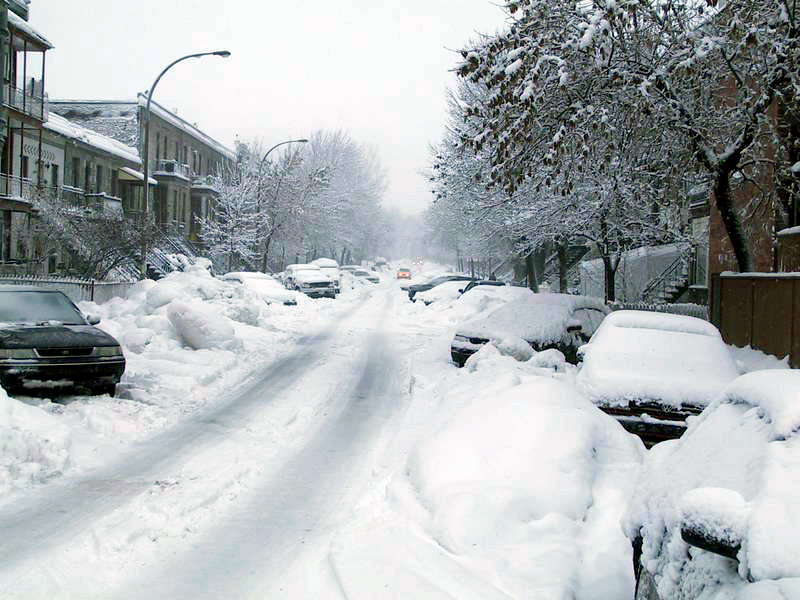
Nevada en la ciudad canadiense de Montreal, que posee un acentuado clima continental.

Los climas continentales comprenden una pequeña variedad de climas que presentan diferencias marcadas de temperatura entre el invierno y el verano, normalmente con un período breve de entretiempo. También se denomina clima frío, nevado o micro térmico, debido a que los inviernos son gélidos. De manera similar a lo que sucede con los días y las noches, los veranos oscilan de cálidos hasta frescos y los inviernos fríos o muy fríos, pues suelen ocurrir heladas con asiduidad, y las temperaturas descienden por debajo de los 0 °C, mientras que las precipitaciones suelen ser escasas en este tipo de clima. Estas características se dan habitualmente en el interior de los continentes o en regiones aisladas por cadenas montañosas que impiden la influencia oceánica. 
Un clima continental está definido actualmente como aquellos climas que presentan una temperatura media mayor de 30 °C durante el mes más cálido y menos de 0 °C durante el mes más frío. El clima frío continental tiene lugar en el hemisferio norte del planeta, a niveles de latitud media, es decir, en la zona templada. Los vientos poseen una gran influencia de este tipo de clima, puesto que llevan su influencia hasta las zonas costeras.
La ausencia del mar en algunas variantes del clima continental, es un factor que modifica y extrema sus características; así en las zonas interiores ecuatoriales de Brasil, Paraguay y el centro de África se puede hablar de un clima continental con características tropicales y el norte de Argentina de características subtropical, pero estas se diferencian del clima continental boreal por poseer mayores amplitudes térmicas diarias, sin dejar de ser tropical o subtropical. 
En muchas zonas del interior del centro-sur de Europa alejadas del mar y que se encuentran a una altitud moderadamente elevada pueden darse este tipo de climas. No son continentales como tal, más bien son continentales con influencias según la latitud y altitud a la que se encuentren. Es el caso de muchas zonas del interior de España, Francia, Italia o Turquía, cuyo clima es mediterráneo y más húmedo en las costas, pero mucho más parecido a lo que es el clima continental en el interior, aunque con algo de influencia mediterránea. Es el caso de ciudades como Madrid, con temperaturas bastante cambiantes a lo largo del año, veranos cálidos e inviernos bastante fríos, con precipitaciones repartidas entre el otoño y la primavera, un clima que bien podría ser denominado como continental-mediterráneo o incluso semiárido templado-frío (una variante también del clima continental). 
En los desiertos extensos como el Sahara también se puede llamar «clima con influencia continental», pues el mar no atempera al clima. No obstante, estrictamente hablando, el «clima continental» es la zona de latitud media del planeta entre la zona tropical y la zona polar, cuyas características suelen darse en algunas zonas costeras y en el interior de los continentes.

## Distribución
El clima continental aparece especialmente en el hemisferio norte del planeta: Siberia (exceptuando el norte), el interior de Estados Unidos, Canadá,  Europa central y oriental, Asia Central, interior de China, Irán y ciertas zonas del norte de África.
El fenómeno del clima continental se amplía cada vez más a otros climas que se modifican por la presencia de barreras montañosas que impiden la influencia marina o de vientos fríos procedentes de los polos, los cuales pueden influir extremando las temperaturas y llevando la continentalidad hasta el mar (la costa este de Estados Unidos, las orillas del mar Negro o mar Báltico, etc).
Como se ha indicado anteriormente, el clima continental está prácticamente circunscrito al hemisferio norte del planeta, básicamente porque la mayoría de tierras emergidas se encuentran allí. La excepción sería las zonas interiores de Argentina (más de 600 km de distancia a ambos océanos). Sin embargo, la zona media de este subcontinente es estrecha y la influencia marítima es alta; por tanto, las zonas de clima continental son menores
En la zona intertropical no existen climas continentales debido a la baja oscilación térmica anual, lo que determina poca diferencia entre invierno y verano. Sudáfrica y Australia, localizadas en latitudes medias en el hemisferio sur, no poseen clima continental por la estrechez en el caso del primero, y por la latitud y el desierto en las zonas interiores del segundo.

### Ciudades con clima continental
Muchas ciudades de importancia global se encuentran ubicadas en zonas continentales a pesar de las bajas temperaturas propias de este clima; entre ellas están: Seúl, Chicago, Montreal, Kabul, Toronto, Teherán, Bratislava, Sarajevo, Viena, Múnich, Belgrado, Budapest, Praga, Berlín, Kiev, Minsk, Bucarest, Pekín, Varsovia, Sofía, Nueva York y Chisináu
Se encuentran en zonas especialmente frías las ciudades capitales: Moscú, en Rusia, Astaná, en Kazajistán y Ulán Bator, en Mongolia.

## Tipos de clima continental
Hay muchos tipos de clima continental cuyos rasgos no comunes son las temperaturas extremas. Entre ellos están:
| Climas continentales       | Climas continentales        | Climas continentales                   | Climas continentales                      | Climas continentales                         | Climas continentales      | Climas continentales  |
| -------------------------- | --------------------------- | -------------------------------------- | ----------------------------------------- | -------------------------------------------- | ------------------------- | --------------------- |
|                            |                             | Dinámica de las precipitaciones        |                                           |                                              |                           |                       |
| Dinámica de la temperatura | Dinámica de la temperatura  | Df Húmedo                              | Subhúmedo o húmedo-seco                   | Subhúmedo o húmedo-seco                      | B Seco                    | B Seco                |
| Dinámica de la temperatura | Dinámica de la temperatura  | Df Húmedo                              | Dw de invierno seco                       | Ds de verano seco                            | S Semiárido               | W Ár                  |
| Continental . templado     | a Templado cálido           | Continentales Dfa húmedos: Dfb Dfc Dfd | Continentales Dwa monzónicos: Dwb Dwc Dwd | Continentales Dsa mediterráneos: Dsb Dsc Dsd | Estepario continental BSk | Árido continental BWk |
| Continental . templado     | b Templado hemiboreal       | Continentales Dfa húmedos: Dfb Dfc Dfd | Continentales Dwa monzónicos: Dwb Dwc Dwd | Continentales Dsa mediterráneos: Dsb Dsc Dsd | Estepario continental BSk | Árido continental BWk |
| Subpolar                   | c Siberiano/subalpino       | Continentales Dfa húmedos: Dfb Dfc Dfd | Continentales Dwa monzónicos: Dwb Dwc Dwd | Continentales Dsa mediterráneos: Dsb Dsc Dsd | Estepario continental BSk | Árido continental BWk |
| Subpolar                   | d Fuerte o hipercontinental | Continentales Dfa húmedos: Dfb Dfc Dfd | Continentales Dwa monzónicos: Dwb Dwc Dwd | Continentales Dsa mediterráneos: Dsb Dsc Dsd | Estepario continental BSk | Árido continental BWk |

### De acuerdo con su temperatura
Para determinar si un clima es de clase D, así como el tipo de clima de acuerdo con su temperatura, se puede emplear las siguientes relaciones:
| D Tmayor > 10 y Tmenor < 0 | D templado Tmayor > 10 (más de 4 meses) | a: Tmayor > 22  |
| D Tmayor > 10 y Tmenor < 0 | D templado Tmayor > 10 (más de 4 meses) | b: Tmayor < 22  |
| D Tmayor > 10 y Tmenor < 0 | D subpolar Tmayor > 10 (de 1 a 4 meses) | c: Tmenor > -38 |
| D Tmayor > 10 y Tmenor < 0 | D subpolar Tmayor > 10 (de 1 a 4 meses) | d: Tmenor < -38 |

En esta tabla se representa los siguientes valores: Tmayor = Temperatura media del mes más cálido o con la mayor temperatura en grados Celsius (°C). Tmenor = Temperatura media del mes más frío (°C).

Hay que tomar en cuenta que el clima D se definió de diferente modo. Köppen afirmó en 1900 que al mes más frío le corresponde una temperatura menor de 6 °C, en 1918 le asignó -2 °C y en 1936 -3 °C. Sin embargo, en la actualidad se considera que al mes más frío le corresponde tener menos de 0 °C, señal de congelación invernal; tal como lo propuso Russell en 1931.  

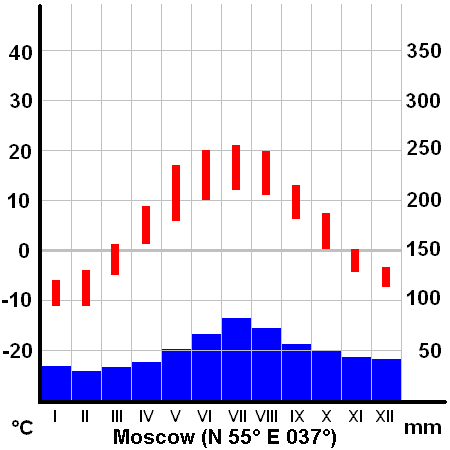
El clima de la ciudad de Moscú (tipo Dfb) es un buen ejemplo de continentalidad, con el característico «invierno ruso», el cual es extenso y muy nevado; el verano es moderado y hay gran amplitud térmica anual; además de poca precipitación como lluvia y nieve, pero persistente a lo largo del año.

- Clima continental templado: Llamado también —aunque incorrectamente— clima continental húmedo. Se encuentra principalmente entre las latitudes 40°N y 60°N.
  - a: Clima continental templado cálido o de verano cálido; son los que presentan una temperatura media mayor de 22 °C durante el mes más cálido.
  - b: Clima continental templado hemiboreal o de verano moderado; son los climas hemiboreales que presentan una temperatura media menor de 22 °C durante el mes más cálido.

- Clima subpolar o siberiano: Llamado también clima frío, subártico o boreal. Se encuentra a altas latitudes, incluso más allá del círculo polar ártico y principalmente entre las latitudes 50°N y 70°N. 
  - c: Propio del clima subpolar típico y del clima subalpino continental. Presenta verano breve, con un máximo de cuatro meses con temperaturas mayores a 10 °C. Está extendido en Siberia, extremo norte de Europa, en Canadá y Alaska. La oscilación térmica anual es variable, desde los 18 °C en América del Norte y puede llegar hasta 50 °C en Siberia.
  - d: Clima continental fuerte o hipercontinental, es un clima subártico extremo, el más severo, que se da exclusivamente en parte de Siberia, donde el mes más frío presenta temperaturas inferiores a los −38 °C. La amplitud térmica es enorme, de más de 50 °C

- Clima semicontinental o subcontinental:

Es intermedio entre el clima continental y el clima mesotérmico; por ejemplo la ciudad de Berna (Suiza), cuyo clima es intermedio entre Dfb y Cfb; o las ciudades de Nueva York y Filadelfia, las cuales son intermedias entre Dfa y Cfa.
Ciudades: Nueva York, Belgrado, Berna, Coyhaique, Praga, Copenhague, Viena, Filadelfia, Cochrane, Zagreb, Liubliana, Berlín, Ciudad de Luxemburgo, Skopie.

### De acuerdo con las precipitaciones
Para determinar el tipo de clima D de acuerdo a las precipitaciones y su estacionalidad, se usan las mismas relaciones aplicadas para los climas C:
| Con invierno seco w  | Con verano seco s                | Lluvias todo el año f |
| Pseco < Phúmedo / 10 | Pseco < Phúmedo / 3 y Pseco < 40 | no aplica s ni w      |

En esta tabla se representa los valores: Pseco = Precipitación media del mes más seco, en milímetros (mm) y correspondiente al semestre más seco. Phúmedo = Precipitación media del mes más lluvioso del semestre correspondiente. Para la determinación de los climas continentales secos como BSk y BWk, ver: Clima seco#Clave para la determinación de la fórmula climática Clavé para la determinación de los climas secos.
- Df, clima continental húmedo: Las precipitaciones son constantes a lo largo del año, por lo que no presenta una estación seca. Se da en gran parte América del Norte y Europa, en Rusia y Japón. Tiene relación con clima atlántico o marítimo.

- Dw, clima continental monzónico o manchuriano: Presenta invierno seco y un período mayor de lluvias en torno a los 500 mm. Es básicamente un clima monzónico, extremado en amplitud térmica. Se da en China, Corea, Mongolia y en los alrededores de las ciudades rusas como Vladivostok y Jabárovsk.

- Ds, clima continental con influencia mediterránea: Presenta verano seco. Se da en parte de la región subpolar de América del Norte y Siberia. Es un clima subalpino en cordilleras mediterráneas de Asia y Norteamérica.

- BSk, clima estepario o semiárido que puede ser:
  - Clima mediterráneo continentalizado (Bsks): templado, con verano seco y una importante oscilación térmica, sin llegar a ser un verdadero clima continental porque no llega a la congelación. Se da en el interior de la península ibérica, norte de Italia, las zonas amesetadas de Suiza, el interior de Grecia, el interior de Anatolia, el interior de Argentina central,el Valle Central de Chile, el Atlas sahariano y las zonas amesetadas de Argelia.
  - Clima estepario continental: donde la estación seca es prolongada y puede situarse en el invierno o en el verano. Está en las estepas frías de Asia y Norteamérica. Puede ser a su vez monzónico (BSkw) o mediterráneo (BSks).

- BWk, clima árido continental: se da en los desiertos de Asia central, Mongolia, centro-oeste de América del Norte en los lindes de las Montañas Rocosas.

## Vegetación
La vegetación natural está formada principalmente por el bosque templado de coníferas y los bosques boreales (Taigas) además de praderas y estepas. El bosque boreal o taiga crece en las regiones del norte, donde los inviernos son largos y rigurosos y los veranos cortos y frescos. Está formado por árboles de hoja perenne, entre los que destacan abetos y pinos.Hacia el sur, en zonas menos frías y húmedas aparece la pradera. Está formada por hierbas altas y es característica de las llanuras del interior. En zonas más cálidas y más secas se desarrolla la estepa, que está compuesta por hierbas de poca altura.

## Fauna
Las condiciones climáticas son extremas en invierno, y no todos los animales que habitan en estos ecosistemas permanecen en el invierno , por lo que las aves suelen emigrar a latitudes más cálidas, mientras que otros  animales hibernan. Los animales más característicos de la taiga son oso pardo, lobo, zorro, marta, visón, comadreja, reno, ciervo y alce.